# Cantón de Sainte-Hermine
El cantón de Sainte-Hermine era una división administrativa francesa, que estaba situada en el departamento de Vandea y la región de Países del Loira.

## Composición
El cantón estaba formado por once comunas:
- La Caillère-Saint-Hilaire
- La Chapelle-Thémer
- La Jaudonnière
- La Réorthe
- Saint-Aubin-la-Plaine
- Saint-Étienne-de-Brillouet
- Sainte-Hermine
- Saint-Jean-de-Beugné
- Saint-Juire-Champgillon
- Saint-Martin-Lars-en-Sainte-Hermine
- Thiré

## Supresión del cantón de Sainte-Hermine
En aplicación del Decreto nº 2014-169 de 17 de febrero de 2014, el cantón de Sainte-Hermine fue suprimido el 22 de marzo de 2015 y sus 11 comunas pasaron a formar parte del nuevo cantón de La Châtaigneraie.